# Mangon
Pour les articles homonymes, voir Mangon (homonymie).

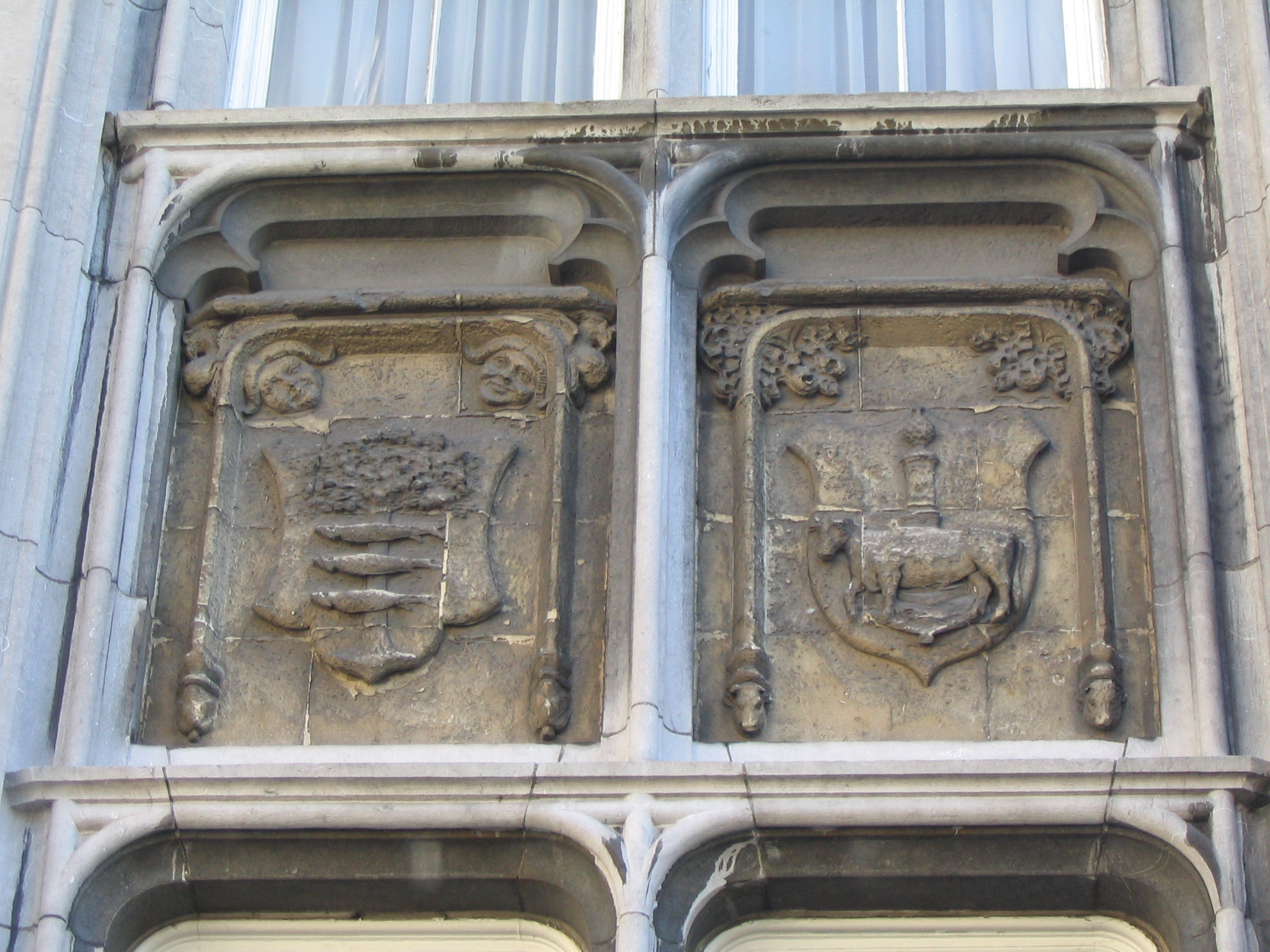
À droite, le blason du métier des mangons sur façade ouest du palais provincial.

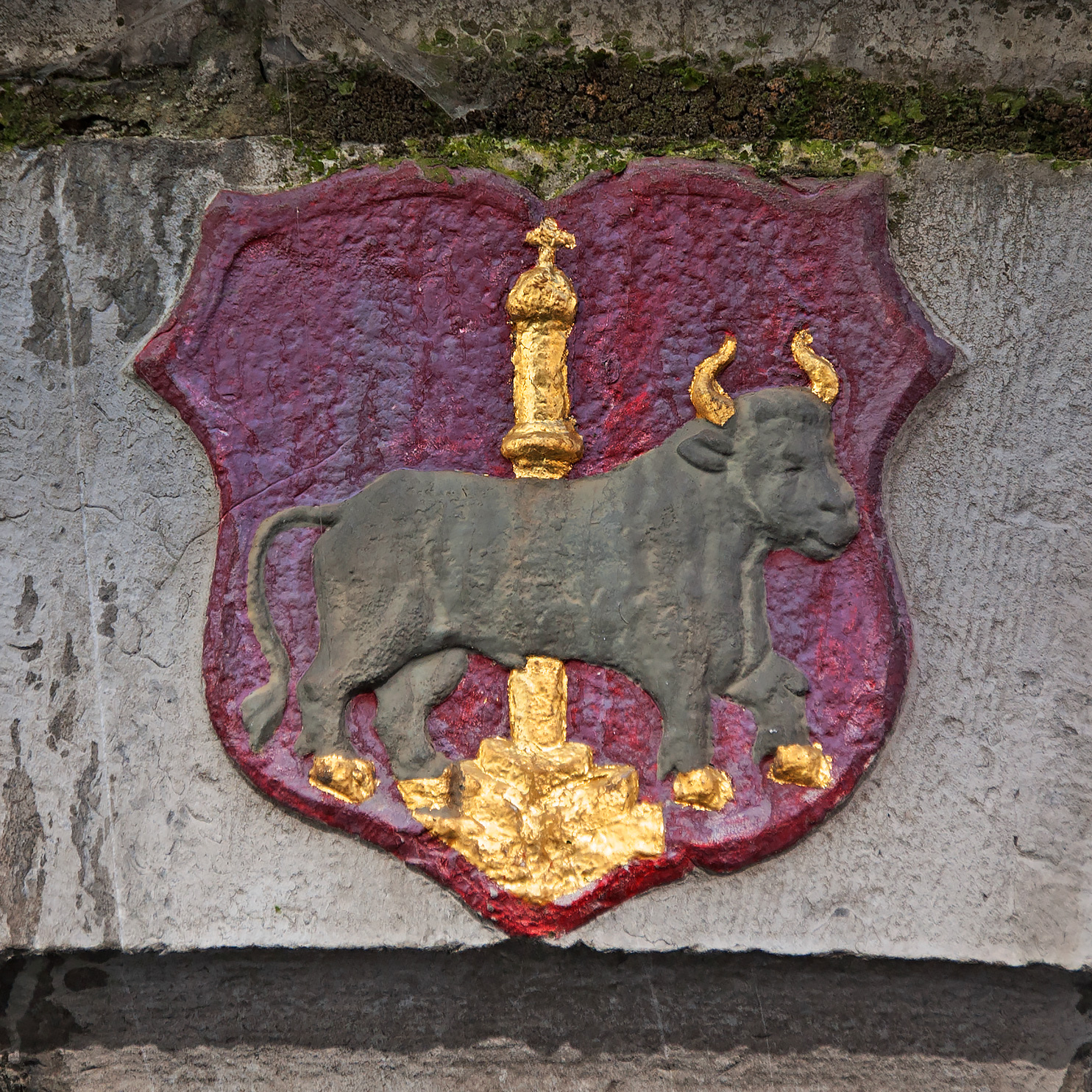
Le blason sur la halle aux viandes

Les mangons étaient des bouchers et faisaient partie de  la corporation des métiers liés à la viande au Moyen Âge dans la région de Liège en Belgique. C'était un des trente-deux métiers de Liège. La halle aux viandes de Liège porte encore le nom des Mangons qui fut occupée par les bouchers de Liège. Une ancienne voie de Liège s'appelait le thier des Mangons[réf. souhaitée].